# Tierp (plaats)
Tierp is de hoofdplaats van de gemeente Tierp in het landschap Uppland en de provincie Uppsala län in Zweden. De plaats heeft 5377 inwoners (2005) en een oppervlakte van 412 hectare.

## Verkeer en vervoer
Bij de plaats lopen de E4 en Länsväg 292.
De plaats heeft een station aan de spoorlijn Stockholm - Sundsvall.